# Christoph Harting
Christoph Harting (ur. 10 kwietnia 1990 w Chociebużu) – niemiecki lekkoatleta specjalizujący się w rzucie dyskiem.
W 2011 zajął piąte miejsce podczas młodzieżowych mistrzostw Europy. W 2015 był ósmy na mistrzostwach świata, a rok później zajął 4. miejsce podczas czempionatu Starego Kontynentu w Amsterdamie. Mistrz olimpijski z Rio de Janeiro (2016).
Złoty medalista mistrzostw Niemiec oraz reprezentant kraju w meczach międzypaństwowych młodzieżowców.
Brat trzykrotnego mistrza świata Roberta Hartinga.
Rekord życiowy: 68,37 (13 sierpnia 2016, Rio de Janeiro).

## Osiągnięcia
| Rok  | Impreza                        | Miejsce        | Lokata            | Wynik |
| ---- | ------------------------------ | -------------- | ----------------- | ----- |
| 2011 | Młodzieżowe mistrzostwa Europy | Ostrawa        | 5. miejsce        | 58,65 |
| 2013 | Mistrzostwa świata             | Moskwa         | el. – 13. miejsce | 62,28 |
| 2014 | Zimowy puchar Europy w rzutach | Leiria         | 3. miejsce        | 62,56 |
| 2015 | Mistrzostwa świata             | Pekin          | 8. miejsce        | 63,94 |
| 2016 | Mistrzostwa Europy             | Amsterdam      | 4. miejsce        | 65,13 |
| 2016 | Igrzyska olimpijskie           | Rio de Janeiro | 1. miejsce        | 68,37 |
| 2018 | Puchar Europy w rzutach        | Leiria         | 4. miejsce        | 62,88 |
| 2018 | Mistrzostwa Europy             | Berlin         | el. –             | NM    |
| 2019 | Puchar Europy w rzutach        | Šamorín        | 2. miejsce        | 62,61 |
| 2019 | Mistrzostwa świata             | Doha           | el. – 14. miejsce | 63,08 |